# Philodendron opacum
Philodendron opacum är en kallaväxtart som beskrevs av Thomas Bernard Croat och Michael Howard Grayum. Philodendron opacum ingår i släktet Philodendron och familjen kallaväxter. Inga underarter finns listade.